# Peter C. Borsari
Peter C. Borsari (* 30. September 1938 in Zürich; † 29. Mai 2006 in Los Angeles, USA) war ein US-amerikanisch-schweizerischer Fotograf.

## Leben
Nach seinem Studium in Zürich in den 1960er Jahren bereiste Peter C. Borsari die USA, um eine Managementkarriere aufzunehmen. Neben der Fotografie liebte er das Skifahren und Autorennen. Auf einer Autoshow lernte er den Fotografen Curt Gunther kennen, der ihm half, in der Mitte der 1960er Jahre eine Karriere als Fotograf zu beginnen. In den 1970er Jahren wanderte Borsari schließlich ganz in die USA aus und machte als Society-Fotograf in Hollywood Karriere. 
Borsari hatte zwei Brüder, Eugene und Ricardo, die ihn überlebten. Er war mit Monica verheiratet, sie hatten sich scheiden lassen.

## Werk
Mit einer Aufnahme von Elizabeth Taylor und Richard Burton in Mexiko begründete er seinen Erfolg. Die Hollywood-Studios Columbia, Tri-Star, Warner Bros. und Universal engagierten Borsari für Aufnahmen auf Partys und von Hochzeiten, wie die von Natalie Wood und Robert Wagner oder von Harry Hamlin und Nicollette Sheridan. 
Bekannt wurden Aufnahmen beispielsweise von Marlon Brando, Sophia Loren, Francis Ford Coppola, Clint Eastwood, Elvis Presley, Frank Sinatra, Elizabeth Taylor und Jack Nicholson, die in aller Welt veröffentlicht wurden. Seit den 1990er Jahren arbeitete er mit Laura Luongo zusammen und lebte hauptsächlich von der Vermarktung seines umfangreichen Archivs.
Borsari verstarb nach einem chirurgischen Eingriff im Cedars-Sinai Medical Center in Los Angeles und wurde auf eigenen Wunsch in Zürich beerdigt.